# الرجل الآخر (مسلسل)
الرجل الآخر، هو مسلسل تم إنتاجه في مصر. بدأ عرضه في سنة 1999. تبلغ مدة الحلقة الواحدة 45 دقيقة. وهو من إخراج مجدي أبو عميرة، ومن بطولة نور الشريف وميرفت أمين وماجدة زكي ورانيا فريد شوقي ورجاء الجداوي وعزت أبو عوف وحلا شيحة.

## القصة
رجل يفقد ذاكرته ثم تصل عائلته اليه ومع مرور الزمن يكتشف أخطاء جسيمة ارتكبها في حق بعض الناس وأثناء تلك الظروف يتزوج صاحبة مقهى طيبة (ماجدة زكي) أحبته وأحبها وتستمر احداث المسلسل

## الممثلون والشخصيات

### بطولة
- نور الشريف
- ميرفت أمين
- ماجدة زكي
- أحمد زاهر
- رانيا فريد شوقي
- رجاء الجداوي
- عزت أبو عوف
- حلا شيحة
- رامز جلال